# Varanga

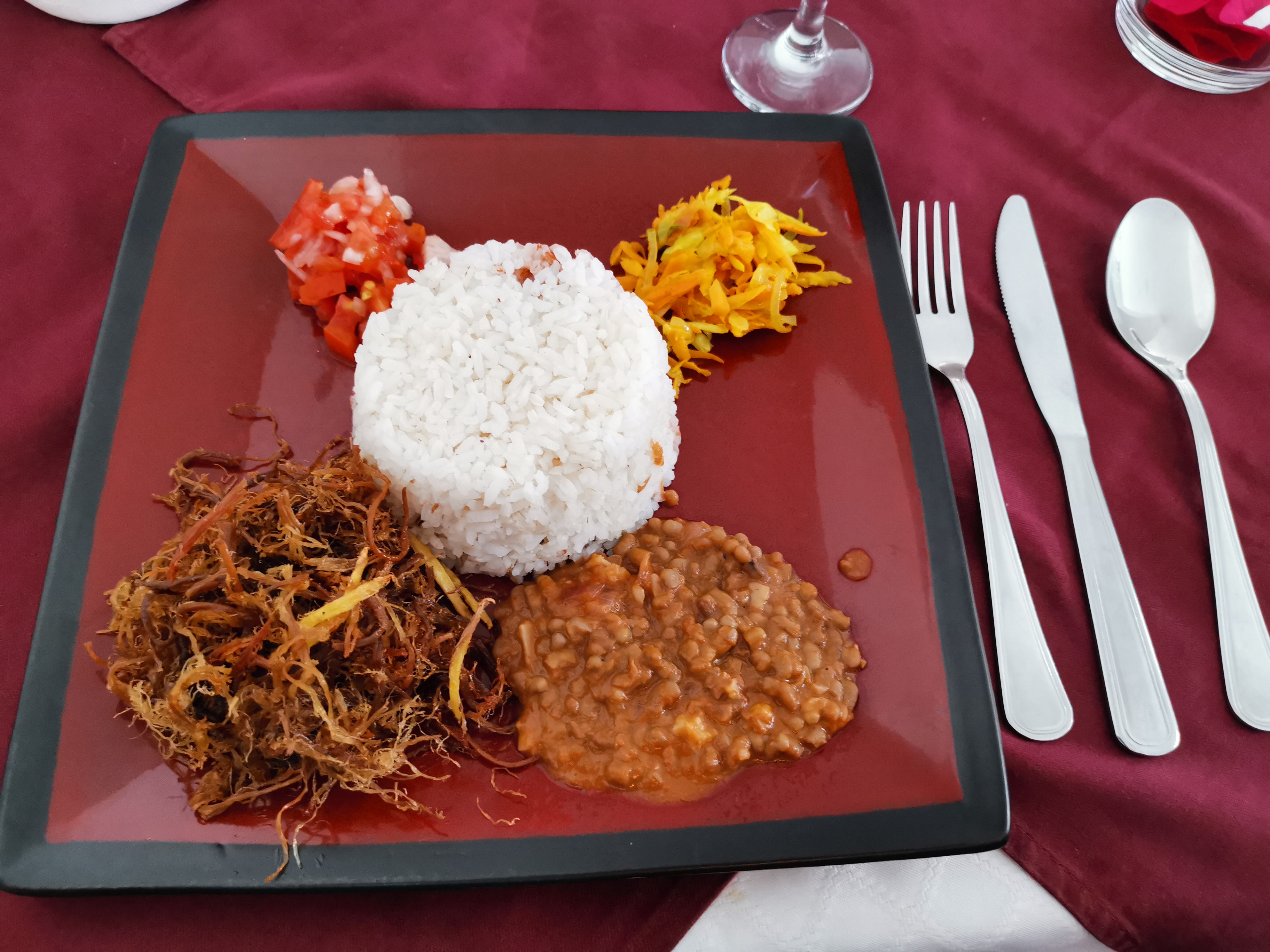
La Varanga accompagnée de riz, de rougail, d'un achard carotte et de lentilles.

La varanga est un plat traditionnel malgache, faisant partie des « hanim-pitoloha », les sept plats royaux de Madagascar.

## Origines, signification culturelle et occasions festives
Son origine remonte à l'époque du roi Ralambo vers les années 1580.
La varanga était un plat de fête, notamment lors du Fandroana (bain royal) et du Nouvel An malgache. Bien qu’elle fût autrefois réservée aux grandes occasions et aux festins royaux, elle est aujourd’hui consommée au quotidien et servie dans des restaurants.

## Préparation traditionnelle et variations modernes
À l'origine, la viande de zébu était mijotée avec de l'huile et du sel pendant deux jours et une nuit sur un feu de bois (afo kitay) dans une marmite en terre cuite, un procédé servant aussi de mode de conservation. Traditionnellement, cette tâche était confiée aux femmes, qui effilochaient la viande après cuisson.
La recette traditionnelle implique une cuisson longue à feu doux, suivie de l'effilochage de la viande. Elle est ensuite réchauffée avec des aromates tels que oignons, ail, gingembre et épices. Aujourd’hui, certaines variantes incluent l’utilisation du four pour sécher la viande ou la rôtir. La varanga est généralement servie avec du riz rouge ou blanc et du rougail de tomate, mais peut être accompagnée de légumes sautés, de gratin de pommes de terre ou de risotto.